# Cycnia nivea
Cycnia nivea är en fjärilsart som beskrevs av J. Peter Maassen 1890. Cycnia nivea ingår i släktet Cycnia och familjen björnspinnare. Inga underarter finns listade i Catalogue of Life.